# 1924년 하계 올림픽 사바트
올림픽 사바트는 올림픽에서 사바트로 경기를 겨루는 올림픽 경기 종목이다. 1924년 하계 올림픽에 시범 종목으로 채택되었다.